# エル・ヘフェ
エル・ヘフェ（El Hefe, 1965年8月8日 - ）は、アメリカ合衆国のミュージシャン。パンクバンド・NOFXのリード・ギター、ボーカル、トランペットを担当。本名は、アーロン・アベイタ (Aaron Abeyta )。

## 概要
覚せい剤と偽札の所持で少年院に服役していたことがあり、その少年院でドラムのエリック・サンディンと出会う。
1991年にサンディンの紹介によってNOFXに加入する。初のレコーディングは12インチEP版の『The Longest Line』。加入前は、Crystal Sphereというバンドをまま兄弟のMark Curryという人物とやっていた。
NOFXにはすでにエリックという名のメンバーが二人おり（エリック・メルヴィンとエリック・サンディン）、さらにアーロンが加わると紛らわしくなるという理由で、よく知られているエル・ヘフェ (El Hefe) という名前がメンバー達によってつけられた。El Hefeはスペイン語で「ボス」を意味するEl Jefeの英語読み表記で、彼がバンド内で突出した音楽的才能を持っていたためこの名がつけられた。
今やバンドに欠かすことのできなくなったトランペットに加え、音域の広い歌声と、ヘヴィメタルからジャズまでジャンルを問わないギターのプレイスタイルは、NOFXのサウンドを飛躍的に向上させた。

## その他
前述のようにエリック・サンディンとの出会いはNOFX加入前まで遡るが、出会った当初に二人は殴りあいの喧嘩をしており決して仲が良かったわけではなかった。少年院のカウンセラーがこれを更生の好機と捉え、二人を洗濯係に任命したことで関係が一変。2か月もの間、ランドリールームで共に男達の汚れたパンツを洗ってるうちに友情が芽生えたという。
NOFXは、アルバム『Punk in Drublic』で、以前エル・ヘフェと一緒にバンドをやっていたMark Curryの「Perfect Government」という曲をカバーしている。
カリフォルニア州のユーレカにナイトクラブを所有していたことがある。